# 세르히오 곤살레스 소리아노
세르히오 곤살레스 소리아노(스페인어: Sergio González Soriano, 1976년 11월 10일, 카탈루냐 지방 루스피탈레트데류브레가트 ~)는 줄여서 세르히오(스페인어: Sergio)로 알려진 스페인의 전 축구 선수로 최근 카디스 감독을 맡았다.
근면한 중앙 미드필더로, 그는 수비와 창의적 운영에 능하고, 에스파뇰에서 수 년을 뛰다가 데포르티보에서 10년 가까이 현역 생활을 하였다. 라 리가 14시즌에 걸쳐, 그는 418번의 경기에 출전해 34골을 기록하였다.
세르히오는 2002년 FIFA 월드컵에서 스페인 국가대표팀 일원으로 참가한 바가 있다. 그는 2014년에 에스파뇰로 돌아가 감독일을 시작하였다.

## 선수 경력

### 클럽
카탈루냐 지방 바르셀로나 주 루스피탈레트데류브레가트 출신인 세르히오는 인근 루스피탈레트에서 신고식을 치른 후, 인근의 에스파뇰로 1995년에 이적해 3년 가까이 3부 리그의 2군에서 보냈다. 그는 1998년 4월 10일, 2-0으로 이긴 테네리페와의 안방 경기에서 첫 라 리가 경기를 치렀고, 이어지는 3시즌 동안 붙박이 주전으로 활약해 125경기 가량을 출전했다.
한 단계 도약하기 위하여, 세르히오는 2001년 여름에 데포르티보 이적하기로 합의를 보았다. 갈리시아 연고 구단에서의 1년차에 그는 38경기 모두 출전해 4골을 기록했고, 데포르(Depor)는 리그를 준우승으로 마무리하고 코파 델 레이를 우승하였는데, 레알 마드리드와 상대 안방에서 치른 결승전에서 선제골을 집어넣어 2-1 승리를 견인하였고, 마드리드의 100주년 기념식(Centenariazo)에 초를 쳤다.
세르히오는 이어지는 4시즌 동안 단 8경기만 결장했고, 그동안 300번이 넘는 경기에 출전하는 기록을 세웠다. 그가 득점하지 못한 유일한 시즌은 2009-10 시즌으로, 이 해에 24경기 나섰다.
2010년 7월 중순, 데포르티보에서 거의 10년을 보낸 33세의 세르히오는 1부 리그로 복귀한 새내기인 레반테로 이적하였다. 그는 발렌시아 연고 구단이 3패 이후 시즌 첫 승을 거두는데 중요한 역할을 했는데, 알메리아와의 9월 22일 경기에서 1-0 결승골을 기록했다. 수 차례 부상 문제가 발생한 후, 그는 2011년 6월 30일에 방출되었다.

### 국가대표팀
세르히오는 2001년 3월 24일, 5-0으로 이긴 리히텐슈타인과의 2002년 FIFA 월드컵 예선전에서 주제프 과르디올라와 교체되어 들어가 스페인 국가대표팀 신고식을 치렀다. 대한민국과 일본에서 열린 본선에 선수단 일원으로 승선한 세르히오는 3-2로 이긴 남아프리카 공화국과의 조별 리그 최종전에서 다비드 알벨다와 교체되어 들어갔다.
1999년을 기점으로, 세르히오는 카탈루냐 국가대표팀을 대표하였는데, 그 해 12월 23일, 1-0으로 이긴 유고슬라비아와의 친선경기에 처음 출전했고, 이후 10년 가까이 지나 아르헨티나와의 친선경기에서 첫 골을 기록해 4-2 승리에 공헌했다.

## 감독 경력
세르히오는 2013년에 감독일을 시작했는데, 처음 맡은 선수단은 에스파뇰 B였다. 2014년 5월 27일, 그는 계약이 만료되어 떠난 하비에르 아기레를 이어 1군 신임 감독으로 임명되었다. 오스카르 페라르나우 단장은 그를 임명하면서 다음과 같이 발표했다: "우리는 세르히오의 성격에 만족했으며, 그는 구단을 잘 알고 있습니다. 그의 감독 경력을 짧지만, 누군가는 언젠가 시작해야 할 것이고, 우리는 그가 좋은 감독이 될 준비는 끝났다고 생각합니다.
2015년 12월 14일, 셀타 비고와의 원정 경기에서 0-1로 패한 후, 강등권과 승점차가 있긴 했지만, 세르히오는 해임되었다. 그가 맡은 62번의 경기에서, 에스파뇰은 22승 14무 26패를 기록하였다.
2018년 4월 10일, 2년 가까이 또다른 구단의 감독을 맡지 못했던 세르히오는 2부 리그의 바야돌리드 감독이 되었다. 그가 바야돌리드 감독으로 취임하고 나서 처음 12번의 경기에서 8승을 챙겼고, 시즌을 5위로 마감해 플레이오프전 끝에 승격에 성공했다.
세르히오는 2015년 10월, 제라르드 로페스와 함께 카탈루냐 축구 연맹에 의해 카탈루냐 국가대표팀 감독으로 임명되었다.

## 선수 통계

### 클럽
| 클럽      | 클럽         | 클럽              | 리그 | 리그 | 컵           | 컵           | 리그컵                 | 리그컵                 | 대륙 | 대륙 | 합계 | 합계 |
| 시즌      | 클럽         | 리그              | 출장 | 골   | 출장         | 골           | 출장                   | 골                     | 출장 | 골   | 출장 | 골   |
| 스페인    | 스페인       | 스페인            | 리그 | 리그 | 코파 델 레이 | 코파 델 레이 | 수페르코파 데 에스파냐 | 수페르코파 데 에스파냐 | 유럽 | 유럽 | 합계 | 합계 |
| --------- | ------------ | ----------------- | ---- | ---- | ------------ | ------------ | ---------------------- | ---------------------- | ---- | ---- | ---- | ---- |
| 1994–95   | 루스피탈레트 | 세군다 디비시온 B | 11   | 2    | 0            | 0            | 0                      | 0                      | 0    | 0    | 11   | 2    |
| 1995–96   | 에스파뇰 B   | 세군다 디비시온 B | 36   | 4    | 0            | 0            | 0                      | 0                      | 0    | 0    | 36   | 4    |
| 1996–97   | 에스파뇰 B   | 세군다 디비시온 B | 34   | 2    | 0            | 0            | 0                      | 0                      | 0    | 0    | 34   | 2    |
| 1997–98   | 에스파뇰 B   | 세군다 디비시온 B | 30   | 5    | 0            | 0            | 0                      | 0                      | 0    | 0    | 30   | 5    |
| 1997–98   | 에스파뇰     | 라 리가           | 6    | 1    | 0            | 0            | 0                      | 0                      | 0    | 0    | 6    | 1    |
| 1998–99   | 에스파뇰     | 라 리가           | 34   | 0    | 0            | 0            | 0                      | 0                      | 0    | 0    | 34   | 0    |
| 1999–00   | 에스파뇰     | 라 리가           | 30   | 5    | 0            | 0            | 0                      | 0                      | 0    | 0    | 30   | 5    |
| 2000–01   | 에스파뇰     | 라 리가           | 37   | 4    | 0            | 0            | 0                      | 0                      | 0    | 0    | 37   | 4    |
| 2001–02   | 데포르티보   | 라 리가           | 38   | 4    | 0            | 0            | 0                      | 0                      | 0    | 0    | 38   | 4    |
| 2002–03   | 데포르티보   | 라 리가           | 37   | 3    | 0            | 0            | 0                      | 0                      | 0    | 0    | 37   | 3    |
| 2003–04   | 데포르티보   | 라 리가           | 37   | 3    | 0            | 0            | 0                      | 0                      | 0    | 0    | 37   | 3    |
| 2004–05   | 데포르티보   | 라 리가           | 34   | 3    | 0            | 0            | 0                      | 0                      | 0    | 0    | 34   | 3    |
| 2005–06   | 데포르티보   | 라 리가           | 36   | 4    | 0            | 0            | 0                      | 0                      | 0    | 0    | 36   | 4    |
| 2006–07   | 데포르티보   | 라 리가           | 28   | 2    | 1            | 0            | 0                      | 0                      | 0    | 0    | 29   | 2    |
| 2007–08   | 데포르티보   | 라 리가           | 32   | 5    | 0            | 0            | 0                      | 0                      | 0    | 0    | 32   | 5    |
| 2008–09   | 데포르티보   | 라 리가           | 28   | 4    | 0            | 0            | 0                      | 0                      | 8    | 1    | 36   | 5    |
| 2009–10   | 데포르티보   | 라 리가           | 24   | 0    | 3            | 0            | 0                      | 0                      | 0    | 0    | 27   | 0    |
| 2010–11   | 레반테       | 라 리가           | 14   | 2    | 2            | 1            | 0                      | 0                      | 0    | 0    | 16   | 3    |
| 합계      | 스페인       | 스페인            | 526  | 53   | 6            | 0            | 0                      | 0                      | 8    | 1    | 540  | 55   |
| 경력 합계 | 경력 합계    | 경력 합계         | 526  | 53   | 6            | 1            | 0                      | 0                      | 8    | 1    | 540  | 55   |

### 국가대표팀
| 스페인 | 스페인 | 스페인 |
| 연도   | 출장   | 골     |
| ------ | ------ | ------ |
| 2001   | 3      | 0      |
| 2002   | 4      | 0      |
| 2003   | 3      | 0      |
| 2004   | 0      | 0      |
| 2005   | 1      | 0      |
| 합계   | 11     | 0      |

| 카탈루냐 | 카탈루냐 | 카탈루냐 |
| 연도     | 출장     | 골       |
| -------- | -------- | -------- |
| 1999     | 1        | 0        |
| 2000     | 1        | 0        |
| 2001     | 1        | 0        |
| 2002     | 1        | 0        |
| 2003     | 1        | 0        |
| 2004     | 2        | 0        |
| 2005     | 1        | 0        |
| 2006     | 1        | 0        |
| 2007     | 1        | 0        |
| 2008     | 2        | 0        |
| 2009     | 1        | 1        |
| 2010     | 1        | 0        |
| 2011     | 0        | 0        |
| 2012     | 0        | 0        |
| 2013     | 1        | 1        |
| 합계     | 15       | 2        |

### 국가대표팀 득점 기록
아래의 점수에서 왼쪽의 점수가 카탈루냐의 점수이다.
| # | 날짜             | 경기장                               | 상대       | 점수 | 최종결과 | 대회     |
| - | ---------------- | ------------------------------------ | ---------- | ---- | -------- | -------- |
| 1 | 2009년 12월 22일 | 스페인 바르셀로나 캄 노우            | 아르헨티나 | 3–1  | 4–2      | 친선경기 |
| 2 | 2013년 1월 2일   | 스페인 바르셀로나 코르넬랴-엘 프라트 | 나이지리아 | 1–0  | 1–1      | 친선경기 |

## 감독 통계
2024년 1월 19일
| 구단       | 국적   | 취임            | 해임             | 기록 | 기록 | 기록 | 기록 | 기록 | 기록 | 기록 | 기록  | 주     |
| 구단       | 국적   | 취임            | 해임             | 전   | 승   | 무   | 패   | 득   | 실   | 차   | 율 %  | 주     |
| ---------- | ------ | --------------- | ---------------- | ---- | ---- | ---- | ---- | ---- | ---- | ---- | ----- | ------ |
| 에스파뇰 B | 스페인 | 2014년 1월 22일 | 2014년 5월 27일  | 17   | 9    | 6    | 2    | 26   | 18   | +8   | 52.94 | [ 18 ] |
| 에스파뇰   | 스페인 | 2014년 5월 27일 | 2015년 12월 14일 | 62   | 22   | 14   | 26   | 73   | 85   | −12  | 35.48 | [ 19 ] |
| 바야돌리드 | 스페인 | 2018년 4월 10일 | 2021년 5월 23일  | 137  | 38   | 46   | 53   | 147  | 177  | −30  | 27.74 | [ 20 ] |
| 카디스     | 스페인 | 2022년 1월 11일 | 2024년 1월 20일  | 82   | 19   | 29   | 34   | 73   | 110  | −37  | 23.17 | [ 21 ] |
| 합계       | 합계   | 합계            | 합계             | 298  | 88   | 95   | 115  | 319  | 390  | −71  | 29.53 | —      |